# Môtiers
Môtiers is een plaats en voormalige gemeente in het Zwitserse kanton Neuchâtel, en maakt deel uit van het district Val-de-Travers.
Môtiers telt 811 inwoners.

## Geboren
- Gustave Jeanneret (1847-1927), kunstschilder
- Valentin Guillod (1992), motorcrosser